# Női 200 méteres síkfutás a 2011. évi nyári európai ifjúsági olimpiai fesztiválon
A 2011. évi nyári európai ifjúsági olimpiai fesztiválon az atlétikai versenyszámokat Trabzonban rendezték. A női 200 méteres síkfutás előfutamait július 27.-én, az elődöntőit július 28.-án, a döntőjét pedig július 29.-én rendezték.

## Selejtező
Minden selejtezőcsoport első 3 helyezettje (Q) illetve a további legjobb 4 időeredménnyel (q) rendelkező sportoló jutott tovább az elődöntőbe.
| H  | F | Név                      | Nemzet             | E     | Mj   |
| -- | - | ------------------------ | ------------------ | ----- | ---- |
| 1  | 4 | Ekaterina Renzhina       | Oroszország        | 23.82 | Q    |
| 2  | 1 | Justien Grillet          | Belgium            | 23.98 | Q    |
| 3  | 2 | Anna Hamalainen          | Finnország         | 24.15 | Q    |
| 4  | 1 | Gunta Latiseva Cudare    | Lettország         | 24.28 | Q PB |
| 5  | 2 | Stella Akakpo            | Franciaország      | 24.38 | Q PB |
| 6  | 3 | Dina Asher-Smith         | Egyesült Királyság | 24.55 | Q    |
| 7  | 4 | Ciara Giles Doran        | Írország           | 24.62 | Q SB |
| 8  | 3 | Jana Janousova           | Csehország         | 24.81 | Q    |
| 9  | 4 | Laura De Witte           | Hollandia          | 24.86 | Q    |
| 10 | 1 | Karolina Niemczal        | Lengyelország      | 25.12 | Q    |
| 11 | 3 | Roxana Maria Ene         | Románia            | 25.14 | Q    |
| 12 | 3 | Diana Khubeseryan        | Örményország       | 25.32 | q PB |
| 13 | 2 | Maria Vavrova            | Szlovákia          | 25.34 | Q    |
| 14 | 4 | Carolina Petran          | Ausztria           | 25.41 | q    |
| 15 | 3 | Hatice Ozturk            | Törökország        | 25.52 | q    |
| 16 | 3 | Salome Siradze           | Grúzia             | 25.61 | q PB |
| 17 | 1 | Yordanka Dimitro Ivanova | Bulgária           | 25.72 |      |
| 18 | 4 | Dorothea Johannesdottir  | Izland             | 25.75 |      |
| 19 | 3 | Debora Clemente          | Portugália         | 25.76 | SB   |
| 20 | 2 | Frederique Hansen        | Luxemburg          | 25.79 |      |
| 21 | 4 | Alina Bordea             | Moldova            | 25.94 | SB   |
| 22 | 1 | Pinelopi Kolokoudia      | Ciprus             | 26.10 |      |
| 23 | 4 | Volha Pryneslik          | Fehéroroszország   | 26.27 |      |
| 24 | 1 | Laura Zurl               | Németország        | 48.21 |      |
| -  | 2 | Marina Ramadani          | Albánia            | -     | DNS  |
| -  | 1 | Laura Maria Oja          | Észtország         | -     | DNS  |

## Elődöntő
| H  | F | Név                   | Nemzet             | E     | Mj   |
| -- | - | --------------------- | ------------------ | ----- | ---- |
| 1  | 1 | Ekaterina Renzhina    | Oroszország        | 23.67 | Q CR |
| 2  | 2 | Justien Grillet       | Belgium            | 24.04 | Q    |
| 3  | 1 | Dina Asher-Smith      | Egyesült Királyság | 24.16 | Q PB |
| 4  | 2 | Anna Hamalainen       | Finnország         | 24.18 | Q    |
| 5  | 1 | Gunta Latiseva Cudare | Lettország         | 24.34 | Q    |
| 6  | 2 | Ciara Giles Doran     | Írország           | 24.46 | Q PB |
| 7  | 2 | Stella Akakpo         | Franciaország      | 24.70 | q    |
| 8  | 1 | Jana Janousova        | Csehország         | 24.73 | q    |
| 9  | 1 | Laura De Witte        | Hollandia          | 25.10 |      |
| 10 | 2 | Karolina Niemczal     | Lengyelország      | 25.12 |      |
| 11 | 2 | Roxana Maria Ene      | Románia            | 25.19 |      |
| 12 | 1 | Diana Khubeseryan     | Örményország       | 25.29 | PB   |
| 13 | 2 | Carolina Petran       | Ausztria           | 25.31 |      |
| 14 | 1 | Maria Vavrova         | Szlovákia          | 25.42 |      |
| 15 | 2 | Hatice Ozturk         | Törökország        | 25.43 |      |
| 16 | 1 | Salome Siradze        | Grúzia             | 25.77 |      |

## Döntő
| H     | Név                   | Nemzet             | E     | Mj |
| ----- | --------------------- | ------------------ | ----- | -- |
| Arany | Ekaterina Renzhina    | Oroszország        | 23.64 | CR |
| Ezüst | Justien Grillet       | Belgium            | 23.94 |    |
| Bronz | Anna Hamalainen       | Finnország         | 24.14 |    |
| 4     | Gunta Latiseva Cudare | Lettország         | 24.24 | PB |
| 5     | Stella Akakpo         | Franciaország      | 24.55 |    |
| 5     | Jana Janousova        | Csehország         | 24.80 |    |
| 7     | Ciara Giles Doran     | Írország           | 24.87 |    |
| -     | Dina Asher-Smith      | Egyesült Királyság | -     | DQ |